# Polyblastia septentrionalis
Polyblastia septentrionalis är en lavart som beskrevs av Bernt Arne Lynge. Polyblastia septentrionalis ingår i släktet Polyblastia, och familjen Verrucariaceae. Arten är reproducerande i Sverige.